# حزر (بعدان)

تعديل مصدري - تعديل

حزر هي إحدى قرى عزلة دلال بمديرية بعدان التابعة لمحافظة إب، بلغ تعداد سكانها 272 نسمة حسب تعداد اليمن لعام 2004.